# 梅胡林鎮區 (明尼蘇達州拉基帕爾縣)
梅胡林鎮區（英語：Mehurin Township）是位於美國明尼蘇達州拉基帕爾縣的一個行政鎮區。

## 歷史
梅胡林鎮區於1879年設立，得名自早期定居者阿馬薩·梅胡林（Amasa Mehurin）一家。

## 地方資料
梅胡林鎮區的面積為75.16平方千米，當中陸地面積為74.31平方千米，而水域面積為0.85平方千米。根據2020年美國人口普查的數據，當地共有人口70人，而人口密度為每平方千米0.93人。